# Pisandre d'Acarnes
Pisandre (grec antic: Πείσανδρος, llatí: Peisander) fou un atenès nadiu del dem d'Acarnes. Era tan avar que fou satiritzat pels poetes grecs. Apareix al Symposium de Xenofont, que també el presenta com poc propens a lluitar i que havia intentat evitar servir a l'expedició a Macedònia sota Cleó d'Atenes, cosa que potser li va costar ser portat a judici (també podria ser per altres causes).
El 415 aC va ser nomenat comissionat per investigar els misteris de les mutilacions d'Hermes i va donar suport a la teoria de Càricles d'Atenes que ho considerava un complot contra el poble. El 414 aC va ser arcont epònim.
Després de la derrota atenenca a Siracusa, la Lliga del Peloponès volia aprofitar l'avantatge per signar una pau favorable. Atenes, derrotada volia obligar els seus aliats a construir vaixells per recuperar-se i les revoltes es van començar a produir. Alcibíades, l'antic líder atenenc, estava ara al costat dels espartans, intentant imposar un govern conservador a Atenes que signés la pau amb Esparta. Un partit a Atenes s'enfrontava a aquesta tendència inspirada per Alcibíades. Quios i Èritres es van revoltar i van demanar ajut a Esparta. Alcibíades va anar a Quios. Clazòmenes, Teos, Milet i algunes altres ciutats també es van revoltar, i tota Jònia es va perdre pels atenencs. Els espartans enviats a la zona van gaudir del suport dels perses Tisafernes i Farnabazos II. Pèrsia havia de finançar la flota lacedemònia a canvi de Jònia (cedida a Pèrsia per un tractat, junt amb les illes i altres parts de Grècia); pel compliment d'aquest tractat (revisat dues vegades) calia el triomf espartà, i Alcibíades era l'inspirador final d'aquesta política, però era oposat a l'excessiva intervenció persa i volia mantenir la democràcia. Pèrsia per la seva banda, volia esgotar a les dues parts.
Alcibíades va convèncer a Tisafernes de què Atenes estava enfonsava i s'havia d'aturar l'ajut a Esparta. Els perses ajudarien a Atenes però s'havia de mantenir la democràcia. Frínic, el cap oligarca, va veure que els aliats preferien una Atenes democràtica que aristocràtica. En aquesta situació d'emergència Pisandre i deu més van ser portats al poder per tractar amb Tisafernes i Alcibíades i va substituir a Frínic i Escirònides al capdavant de la flota, els primers dels quals va acusar d'haver traït a Amorges i d'haver causat la pèrdua d'Iasos.
Abans de deixar Atenes va organitzar una revolució que tenia per finalitat enderrocar la democràcia, però les negociacions amb Tisafernes van fracassar i va retornar amb els seus col·legues a Samos on va reforçar als seus partidaris a l'exèrcit i va formar un partit oligàrquic entre els mateixos samis. Llavors va tornar a Atenes i va establir governs oligàrquics a totes les ciutats per les quals va passar; va enviar a cinc dels governants per establir governs oligàrquics en altres llocs mentre ell i cinc altres dels governants tornaven a Atenes. Allí es va trobar que ja la conspiració que havia deixat en marxa havia triomfat de fet per l'assassinat i el terror, i va proposar a l'assemblea l'establiment del govern dels Quatre-cents.
Dintre d'aquest va ser el cap de la facció aristocràtica més radical junt amb Frínic (Teràmenes encapçalava la facció moderada). A la contrarevolució iniciada per la flota de Trasibul i Tràsil a Samos, es va refugiar amb el rei Agis II a la fortalesa de Decèlia. La seva propietat va ser confiscada i probablement mai va retornar a Atenes.